# Unterrabnitz-Schwendgraben
Unterrabnitz-Schwendgraben is een gemeente in de Oostenrijkse deelstaat Burgenland, gelegen in het district Oberpullendorf (OP). De gemeente heeft ongeveer 600 inwoners.

## Geografie
Unterrabnitz-Schwendgraben heeft een oppervlakte van 13,9 km². Het ligt in het uiterste oosten van het land.

Unterrabnitz

Kadastrale gemeenten zijn Schwendgraben en Unterrabnitz.
Deutschkreutz · Draßmarkt · Frankenau-Unterpullendorf · Großwarasdorf · Horitschon · Kaisersdorf · Kobersdorf · Lackenbach · Lackendorf · Lockenhaus · Lutzmannsburg · Mannersdorf an der Rabnitz · Markt Sankt Martin · Neckenmarkt · Neutal · Nikitsch · Oberloisdorf · Oberpullendorf · Pilgersdorf · Piringsdorf · Raiding · Ritzing · Steinberg-Dörfl · Stoob · Unterfrauenhaid · Unterrabnitz-Schwendgraben · Weingraben · Weppersdorf
- Gemeinsame Normdatei: 4997008-2
- Virtual International Authority File: 248753798